# Папируси Честера Битија
Библијски папируси Честера Битија или једноставно Папируси Честера Битија су група раних папирусних рукописа библијских текстова. Рукописи су на старогрчком језику  и хришћанског су порекла. У групи постоји једанаест рукописа, седам се састоје од делова старозаветних књига, три се састоје од делова Новог завета, и један који се састоји од делова Енохове књиге и неидентификоване хришћанске проповеди.  Већина је датована у 3. век. Већи део списа се чува у библиотеци Честер Бити у Даблину, Ирска, а делом на Универзитету у Мичигену.
Папирусе су највероватније први набавили трговци илегалним антиквитетима. Због тога нису јасне тачне околности налаза. Један извештај каже да су рукописи били у теглама на коптском гробљу у близини рушевина древног града Афродитопоља. Друге теорије сугеришу да је збирка пронађена у близини Фајума уместо Афродитопоља, или да је локација била хришћанска црква или манастир уместо гробља. Већину папируса је од дилера купио Алфред Честер Бити, по коме су рукописи названи, иако су неке листове и фрагменте набавили Универзитет у Мичигену и неколико других колекционара и институција.
Папируси су први пут објављени 19. новембра 1931, иако је више листова набављено током следеће деценије. Библиотркар Фредерик Г. Кењон објавио је рукописе у Тхе Честер Бити Библикал Папири: Десцриптионс анд Тектс оф Твелве Манусцриптс он Папирус оф тхе Греек Библе, у делу од 8 томова који је обухватао 1933–58. Папируси су обично каталогизовани као П. Честер Бити праћен одговарајућим римским бројем између 1-12 по један за сваки рукопис.
Термин Честер Бити папирус се такође генерално може односити на колекцију рукописа које је Алфред Честер Бити стекао током свог живота, а који укључују небиблијске папирусе као што је медицински папирус Честера Битија.
У време њиховог открића, библиотекар Ф. Ф. Брус је изјавио да се „могу сматрати за највеће откриће библијских рукописа откако је Тишендорф открио Синајски кодекс.

## Карактер збирке
Сви рукописи су кодекси, што је било изненађујуће за прве научнике који су испитивали текстове јер се веровало да кодекс папируса нису у великој мери користили хришћани све до 4. века. Већина рукописа се датира у то време. 3. век, а неки већ у 2. век. Рукописи су такође помогли научницима да разумеју конструкцију кодекса папируса.  Постоје значајне варијације између конструкције сваког рукописа.  Величина странице се креће од око 14 к 24,2 цм (П. 3) до 18 к 33 цм (П. 6). Неки од рукописа су направљени од једног скупа (квира) од листови папируса (Пап. 2, 7, 9 + 10), док у другима скуп варира од једног листа (1) до пет (5) или седам. Верује се да је највећи кодекс (П. 9/10) садржао отприлике 236 страница.
Рукописи користе номина сацра, посебне скраћенице за имена/речи које се сматрају светим у хришћанству. Један значајан пример је у П. 6 који садржи делове Старог завета. Име Исус Навин, које се лингвистички односи на Исуса, сматрано је светим именом и скраћено као такво.
Пошто су сви осим два (П. 11, 12) од једанаест рукописа датирани пре 4. века, они представљају значајне текстуалне доказе за грчку Библију каква је постојала у Египту пре Диоклецијанових прогона, где се каже да су хришћанске књиге биле уништене и век или више раније од Ватиканског кодекса и Синајског кодекса. 
Текстуални карактер се генерално описује као еклектичан, мешовит или неусаглашен. Рукописи су дали многе нове текстуалне варијације, посебно зато што су старозаветни рукописи претходили ревизионој делатности Лукијана и Оригена и других, а новозаветни рукописи су неки од најранијих, али прилично обимних примера одговарајућих књига.

## Старозаветни рукописи
Првобитно се веровало да је у колекцији Честера Битија било осам рукописа који садрже делове Старог завета. Међутим, оно за шта се веровало да су два различита рукописа заправо је припадало истом кодексу, што је резултирало са укупно седам старозаветних рукописа у збирци, сви прате текст Септуагинте (рани грчки превод Старог завета).
П. 4 и 5 –  Два рукописа која садрже делове Постања, један датиран у касни 3. век, а други у рани 4. век. Ови рукописи су значајни јер следећи најстарији грчки старозаветни текстови Ватикана и Синаитика имају велике празнине у Постању.
П. 6 – Рукопис Књиге бројева и Поновљених закона, који се састоји од око 50 делимичних листова од 108 и много веома малих фрагмената, датован у прву половину 2. века. То је најранији рукопис у колекцији, али му претходе два друга мање обимна грчка рукописа папируса ових књига, П. Фоуад 266 и П. Риландс 458.
П. 7 – Рукопис Књиге пророка Исаије, у великој мери дотрајала, са коптским (старофајумским) маргиналним белешкама, датиран у 3. век.
П. 8 – Два фрагментарна листа из Јеремијине књиге.
П. 9/10 – Рукопис књига Језекиља, Данила и Јестире, датиран у 3. век. Оно што је остало је 50 од оригиналних 118 листова, од којих се 29 налази у библиотеци Честера Битија (8 Језекиљевих, 8 Естерових и 13 Данилових), а још 21 (Језекиљевих) је у библиотеци Универзитета Принстон. Доњи делови листова недостају. Без обзира на то, сви делови рукописа су најзначајнији, рани примери одговарајућих библијских књига. Језекиљ је написан другачијим рукописом од друге две књиге. Данило се првобитно рачунао као П. 10, јер се погрешно мислило да је то посебан рукопис. Касније је одлучено да све три књиге припадају једном кодексу. Данило садржи неке значајне варијације у погледу редоследа и изостављања одређених делова текста (поглавља 7-8 су пре 5–6, а делови поглавља 4 и 5 недостају).
П. 11 – Два фрагментарна листа из Проповедника, датована у 4. век.

## Новозаветни рукописи
Постоје три новозаветна рукописа који су део папируса Честера Битија. Први, П. 1, означен је у систему нумерације Грегори-Аланд као 𝔓45, и првобитно је био кодекс од 110 листова који је садржао четири канонска јеванђеља и Дела апостолска. Остало је 30 фрагментарних листова, који се састоје од два мала листа Јеванђеља по Матеју, поглавља 20/21 и 25/26, делови Јеванђеља по Марку, поглавља 4–9, 11–12, делови Јеванђеља по Луки 6–7, 9 –14, делови Јеванђеља по Јовану 4–5, 10–11 и део Дела апостолских 4–17. Редослед јеванђеља следи западну традицију, Матеј, Јован, Лука, Марко, Дела апостолска. Ови фрагменти су палеографски датирани у прву половину 3. века.
𝔓46 је други рукопис Новог Завета у колекцији Честера Битија (П. 2), и био је кодекс који је садржао Павлове посланице датиране у ц. 200. Оно што је данас остало од рукописа је отприлике 85 од 104 листа који се састоје од Посланице Римљанима поглавља 5–6, 8–15, све посланице Јеврејима, Ефесцима, Галатима, Филипљанима, Колошанима, практично све 1–2 посланице. Коринћанима и 1. Солуњанима 1–2, 5. Листови су делимично оштећени, што је резултирало губитком неких линија на дну сваког листа. Рукопис је подељен између библиотеке Честер Бити и Универзитета у Мичигену.  Научници не верују да су пасторалне посланице првобитно биле укључене у кодекс, на основу количине простора потребног у листовима који недостају; они закључују да би 2 Солуњанима заузели последњи део кодекса. Значајно је укључивање Посланице Јеврејима, књиге која је канонски доведена у питање и за коју се Павле није сматрао аутором. Његово постављање после Римљана је јединствено у односу на већину других сведока, као што је и редослед Галатима који следе Ефесцима.
П. 3 је последњи рукопис Новог завета, 𝔓47, и садржи 10 листова из Књиге Откровења, поглавља 9–17. Овај рукопис такође датира из 3. века, а Кењон описује рукопис као рукопис као "прилично грубог карактера, тешке формације и без претензија на калиграфију."

## Рукопис апокрифа
Последњи рукопис у папирусима Честер Бити, 12, садржи поглавља 97-107 Енохове књиге и делове непознате хришћанске проповеди која се приписује Мелитону са Сарда. Рукопис је смештен у 4. век. Енохова књига је у рукопису наведена као „Енохова посланица“. Поглавља 105 и 108 нису укључена, а научници верују да су то касније додаци. П 12 је једини грчки препис о одређеним деловима Еноха. Што се тиче проповеди, П 12 је била једина позната копија текста у време њеног открића. Два рукописа који садрже текст, П. Бодмер 12 и П. Оки. 1600, од тада су пронађени. Рукопис такође садржи једино рукописно сведочанство о Језекиљевом апокрифону, иако га цитира Климент Александријски (Педагог 2. ик. 84.2–4). Све у свему, рукопис је груб и највероватније написан од стране писара који није добро знао грчки. Кембел Бонер са Универзитета у Мичигену објавио је овај рукопис у својим последњим поглављима Еноха на грчком из 1937. и Беседи о страдању 1940. Мелита, епископа из Сарда.